# ウールゼイ (DD-437)
|          |                                                                               |
| 艦歴     |                                                                               |
| 発注     |                                                                               |
| 起工     | 1939年10月9日                                                                 |
| 進水     | 1941年2月12日                                                                 |
| 就役     | 1941年5月7日                                                                  |
| 退役     | 1947年2月6日                                                                  |
| 除籍     | 1971年7月1日                                                                  |
| その後   | 1974年5月29日売却                                                             |
| 性能諸元 |                                                                               |
| 排水量   | 1,630トン                                                                     |
| 全長     | 348 ft 3 in (106.1 m)                                                         |
| 全幅     | 36 ft 1 in (11.0 m)                                                           |
| 吃水     | 11 ft 10 in (3.61 m)                                                          |
| 機関     | 4缶、2軸推進、50,000 shp (37 MW)                                              |
| 最大速   | 37.4ノット (69 km/h)                                                          |
| 航続距離 | 6,500海里 (12,000 km) 12ノット(22.2km/h)時                                    |
| 乗員     | 士官16名 兵員260名                                                            |
| 兵装     | 5インチ砲5門 12.7mm機銃6基 20mm対空機銃6基 21インチ魚雷発射管10門 爆雷軌条2基 |

ウールゼイ (USS Woolsey, DD-437) は、アメリカ海軍の駆逐艦。グリーブス級駆逐艦の1隻。艦名はメランクソン・B・ウールゼイおよびその父メランクソン・T・ウールゼイ両名に因む。

## 艦歴
ウールゼイは1939年10月9日にメイン州バスのバス鉄工所で起工、1941年5月7日に就役した。
カリブ海で試運転を行った後、1941年9月第2週の初めに大西洋艦隊に合流し、フランクリン・ルーズベルト大統領がヨーロッパでの戦争が西半球に波及するのを防ぐために設立した中立パトロールに参加した。その後新たに就役した戦艦ノースカロライナの護衛部隊として行動した。1941年の暮れ、アメリカ国内における積極的交戦への気運が高まる中、ウールゼイはアメリカとアイスランド間の輸送船団の護衛に従事した。真珠湾攻撃およびアメリカの第二次世界大戦への参戦によって、輸送船団の行動範囲はブリテン諸島とプエルトリコを結ぶ航路まで拡大し、ウールゼイはアイスランドにおける護衛航行からこの拡大した海域での輸送船護衛に就いた。1942年の秋まで輸送船の護衛を務めその後、最初の侵攻作戦に参加する。

### トーチ作戦
ヴィシー政権下のフランスが支配するの北アフリカへの侵攻作戦（トーチ作戦）において、ウールゼイは第13駆逐艦隊に配属され、フェダラ上陸部隊である中央攻撃群の対潜水艦哨戒を務めた。
10月24日にバージニア州ハンプトン・ローズを出港し、4日後に第34任務部隊を構成する艦隊と合流、無事モロッコ沿岸まで到着した艦隊は各々の任務のため散会した。11月7日午前0時前、ウールゼイは中央攻撃隊とともにフェダラ沖に到着し哨戒にあたった。上陸部隊は翌朝05:00から06:00にかけてフェダラへ上陸し、速やかに橋頭堡を固めた。
だがUボートによる通商破壊が開始され、11月11日にはU-173がジョセフ・ヒューズを撃沈、その後11月16日までの間に複数回の攻撃が行われた。11月16日、対潜哨戒を続けていたウールゼイは港口沖で潜水艦の艦影をソナーでとらえ、姉妹艦であるスワンソンおよびクイックとともに攻撃を開始した。3隻の駆逐艦は連携して爆雷攻撃を行い、U-173を撃沈した。翌日、ウールゼイはモロッコ沿岸を出発し、11月30日にハンプトン・ローズに戻った。

### 護衛任務
ニューイングランド沿岸を中心とした東海岸における訓練後、1943年1月中旬から大西洋を横断する護送船団に編入された。ウールゼイは1月14日に輸送船団UGF-4と共にニューヨークを出港し、1月25日にカサブランカに到着した。1週間後には帰港する輸送船団GUF-4をニューヨークまで護衛し、2月13日にカサブランカに到着した。ウールゼイはその後も複数回にわたり輸送船団の護衛任務に就き、6月15日、ジブラルタルを経由して北アフリカの地中海沿岸にあるアルジェに向かった。

### 地中海任務
ウールゼイは地中海では第8艦隊に配備され、ハスキー作戦に参加した。アルジェリアのオラン沖を哨戒中、U-73と遭遇し、これを撃破した。ウールゼイはUボートの生存者23名を救助し捕虜とした。
1944年1月下旬からはアンツィオの戦いに参加し、上陸部隊へ火力支援を行った。

### 参加した護送船団
| 船団   | 護衛艦隊     | 日付                     | 備考                                                     |
| ------ | ------------ | ------------------------ | -------------------------------------------------------- |
| HX 161 |              | 1941年11月23日 - 12月3日 | ニューファンドランドからアイスランドへ、米国の宣戦布告前 |
| ON 43  |              | 1941年12月11日 - 15日    | アイスランドからニューファンドランドへ                   |
| HX 168 |              | 1942年1月4日 - 10日      | ニューファンドランドからアイスランドへ                   |
| ON 57  |              | 1942年1月24日 - 2月7日   | アイスランドからニューファンドランドへ                   |
| SC 75  |              | 1942年3月24日            | アイスランド                                             |
| ON 83  |              | 1942年4月5日 - 15日      | 北アイルランドからニューファンドランドへ                 |
| AT 17  |              | 1942年7月1日 - 12日      | ニューヨークからクライド湾までの兵員輸送船               |
| UGF 1  | 第34任務部隊 | 1942年10月24日 - 11月8日 | チェサピーク湾からモロッコまで                           |
| UGF 4  |              | 1943年1月14日 - 27日     | チェサピーク湾から北アフリカへ                           |
| GUF 4  |              | 1943年1月31日 - 2月13日  | 北アフリカからチェサピーク湾まで                         |
| UGF 6  |              | 1943年3月5日 - 19日      | チェサピーク湾から北アフリカへ                           |
| GUF 6  |              | 1943年3月24日 - 4月7日   | 北アフリカからチェサピーク湾へ                           |
| UGS 8  |              | 1943年4月28日 - 5月21日  | チェサピーク湾から北アフリカへ                           |

### 太平洋
1945年4月下旬までニューイングランド沿岸を航行し、5月にイギリスへの輸送船団を護衛した後、太平洋での戦闘を見据え対空砲の補強を行うため帰国の途に着いた。6月下旬、キューバのグアンタナモ湾で再訓練を実施するため南下。7月7日にその任を終え、パナマ運河を通過し太平洋艦隊に合流した。真珠湾停泊中に日本の降伏により太平洋戦争は終結し、ウールゼイは本国へ帰投した。1946年3月8日に予備役として就役し、1947年2月6日にその任務を終えた。1971年7月1日に海軍船籍から抹消され、1974年5月29日に売却された。

## 受章
ウールゼイは第二次世界大戦の戦功で7個の従軍星章を受章した。 